# Декларация США об объявлении войны Японской империи (1941)

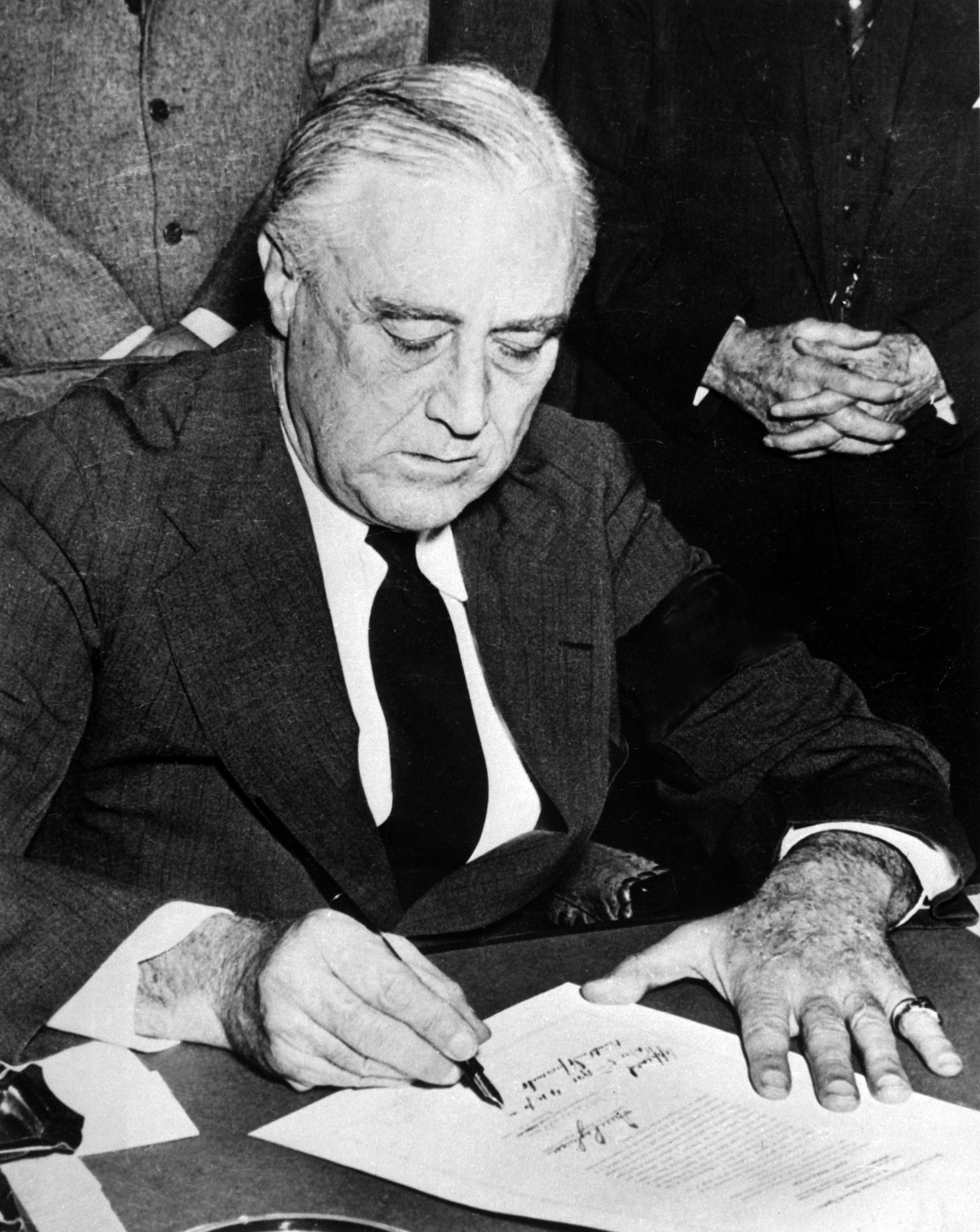
Президент Рузвельт подписывает декларацию об объявлении войны Японии 8 декабря 1941 года.

Оригинал совместной резолюции Конгресса США, подписанной президентом Рузвельтом 8 декабря 1941 года в 16:10, публичный закон 77-328, 55 STAT 795, объявивший войну Японии.

8 декабря 1941 года Конгресс США объявил войну Японской империи в ответ на внезапное нападение этой страны на базу ВМС США Пёрл-Харбор накануне. Декларация была подготовлена спустя час после выступления президента Франклина Д. Рузвельта с речью о «Дне Позора». Незадолго до издания имперского манускрипта о наличии состояния войны, Япония уведомила своих дипломатов в Вашингтоне о текущих событиях на Гавайях. Проблемы с приёмом телеграммы, вызванные высоким уровнем безопасности и шифрования, присвоенный переданному сообщению, означали, что только персонал с наивысшим уровнем допуска к гостайне мог его расшифровать, что замедлило процесс получения. Оно было доставлено госсекретарю США лишь спустя несколько часов после нападения на Пёрл-Харбор. Несколько дней спустя после объявления США войны Японии, союзники стран оси, Германия и Италия, также объявили о своём нахождении в состоянии войны с Соединенными Штатами, в результате чего США полностью вступили во Вторую мировую войну.

## Предшествующие обстоятельства
Нападение на Пёрл-Харбор произошло до объявления войны со стороны Японии против США. Первоначально предполагалось, что атака не должна начаться раньше, чем через тридцать минут после того, как Япония проинформирует своё посольство в США об отказе от дальнейших мирных переговоров, однако атака началась до того, как эта нота была доставлена. Токио передал ноту из 5 000 слов — известное как «сообщение из 14 частей» — двумя блоками доставленное в посольство Японии в Вашингтоне. Однако из-за слишком секретного характера содержимого его приходилось расшифровывать, переводить и перепечатывать высокопоставленным должностным лицам посольства, которые не могли выполнять свои задачи в отведенное время. Следовательно, посол доставил его только после того, как нападение состоялось. Уведомление было сформулировано таким образом, что оно фактически не содержало в себе слов о наличии состояния войны и не разрывало дипломатические отношения, потому оно не содержало надлежащим образом сообщения об объявлении войны, как того требует дипломатический протокол.
Великобритания объявила войну Японии спустя девять часов после того, как это сделали США, в связи с нападением на британские колонии в Индокитае и Гонконге. Премьер-министр Уинстон Черчилль поручил объявить войну «в течение часа» после нападения Японии на Соединенные Штаты.

## Голосование
Президент Рузвельт официально потребовал в своей речи о «Дне Позора», адресованной всем участникам совместного заседания Конгресса США в 12:30 8 декабря, подготовить декларацию об объявлении войны Японии. Декларация была быстро написана и вынесена на обсуждение в Конгрессе. Сначала она прошла чтение в Сенате, затем в Палате представителей. В 13:10 по североамериканскому восточному времени Декларация об объявлении войны Японии была единогласно принята Сенатом (82 голосами «за») и Палатой представителей (388 голоса «за», 1 «против»). Первая женщина, избранная в Конгресс, представитель Республиканской партии от штата Монтана Джанет Рэнкин, была убежденной пацифисткой и сторонницей изоляционистских взглядов. Единственный голос против принятия декларации вызвал недовольство от некоторых её коллег. В 1917 году Рэнкин также была среди 50 членов Конгресса, проголосовавших против декларации, которая привела к вступлению США в Первую мировую войну. В нынешней ситуации, когда она оказалась единственной в своем положении, несколько коллег по Конгрессу потребовали от неё изменить свой голос, чтобы резолюция была единогласной, либо воздержаться от голосования. Но она отказалась менять свой голос, заявив: «Как женщина я не могу идти на войну, и я отказываюсь отправлять туда других». Рэнкин была одной из десяти женщин, занимавших в то время места в Конгрессе. После голосования репортеры последовали за ней за кулисы республиканцев, где та отказалась давать какие-либо комментарии и спряталась в телефонной будке, пока охрана Капитолия США удаляла прессу из холла. Двумя днями позже аналогичное голосование прошло относительно объявления войны Германии и Италии; Рэнкин также воздержалась.
Рузвельт подписал декларацию об объявлении войны Японии в 16:10 того же дня. В Конституции США право объявлять войну возложено исключительно на Конгресс. Вопрос о том, была ли его подпись технически необходимой, остаётся открытым, однако его подпись носила скорее символически сильный характер и отвергала любые сомнения касательно юридической силы этого документа.

## Текст документа
СОВМЕСТНАЯ РЕЗОЛЮЦИЯ

Заявление о том, что между Императорским Правительством Японии и Правительством и народом Соединенных Штатов существует состояние войны и предусматривающая применение мер в связи с этим.

Принимая во внимание, что Императорское Правительство Японии совершило неспровоцированную военную агрессию против Правительства и народа Соединенных Штатов Америки:

Сенатом и Палатой представителей Соединенных Штатов Америки в Конгрессе принято решение, что настоящим официально объявляется состояние войны между Соединенными Штатами и имперским правительством Японии, которое, таким образом, было навязано Соединенным Штатам; президент настоящим уполномочен и поручает использовать все военно-морские и воздушные силы Соединенных Штатов и ресурсы правительства для ведения войны против имперского правительства Японии, чтобы довести конфликт до успешного завершения, все ресурсы страны настоящим обязуются Конгрессом Соединенных Штатов.